# Holubova lípa
Holubova lípa (také známa jako Vlásenická lípa nebo Husova lípa) je nejmohutnějším a nejstarším památným stromem na Táborsku. Pamatuje prý mistra Jana Husa, její dutinu kontrolovali za druhé světové války, aby do ní domácí neukrývali obilí a vypráví se i příběh o otáčení jalovice v dutině.

## Základní údaje
- název: Holubova lípa, Vlásenická lípa, Husova lípa
- druh: lípa velkolistá (Tilia platyphyllos)[1]
- výška: 22 m (1971)[3], 26 m (1996)[1][3]
- obvod: 820 cm (1940)[4], 820 cm (1971)[3], 844 cm (1996)[1][3], 872 cm (cca 2002)[5]
- výška koruny: 24 m[5]
- šířka koruny: 26 m[2], 16 m[5]
- věk: 500 let[5], 500-600 let[4], 600 let (pověst)
- zdravotní stav: 3 (1971, 1996)[3]
- sanace: 2000[1]
- souřadnice: 49°27'57.734"N, 14°34'4.374"E

## Stav stromu a údržba
Kmen je dutý, dutina otevřená, ale pomalu se zaceluje. Uvnitř dutiny se objevují adventivní kořeny, na kmeni jsou výrazné kořenové náběhy a boule. V minulosti byla koruna lípy rozměrnější, ale 19. května 1945 došlo při krupobití k jejímu poškození (tehdy spadla jedna ze tří větví koruny a zdemolovala blízký chlívek). Současná koruna je druhotná a vyrůstá ze zbytků původních větví.
Lípu odborně ošetřila roku 2002 firma Věra Hrubá. Bylo provedeno ošetření dutiny, oprava zastřešení, prořez a vyvázání koruny. V dřívějších dobách byla lípa stažena obručemi, které zdarma vyrobil kovář Vocílka z nedalekých Udin (dříve Oudin).

## Historie a pověsti

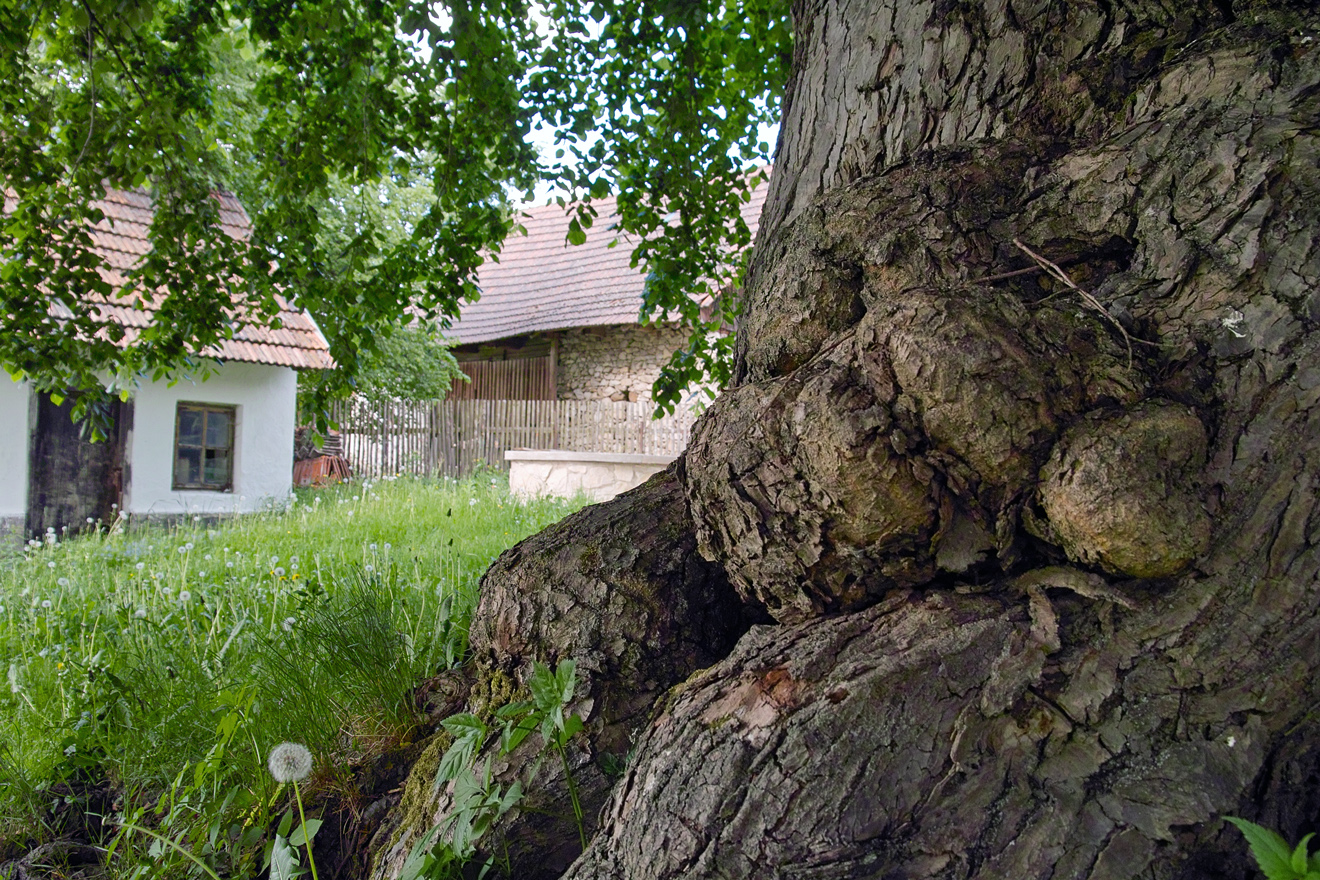
kořenové náběhy

Lípa byla pojmenována Holubova po majiteli statku. Podle zaznamenaného vyprávění místních se v dutině lípy dříve mohla otočit jalovice, důvody této činnosti ale záznamy neuvádějí. V období první světové války fungovala lípa jako tajný sklad obilí
Také se vypráví, že lípu vysadili k příležitosti upálení mistra Jana Husa roku 1415 (~600 let), případně že pod ní Hus kázal (>700 let). Názory odborníků na tyto pověsti se velmi různí.

## Další zajímavosti

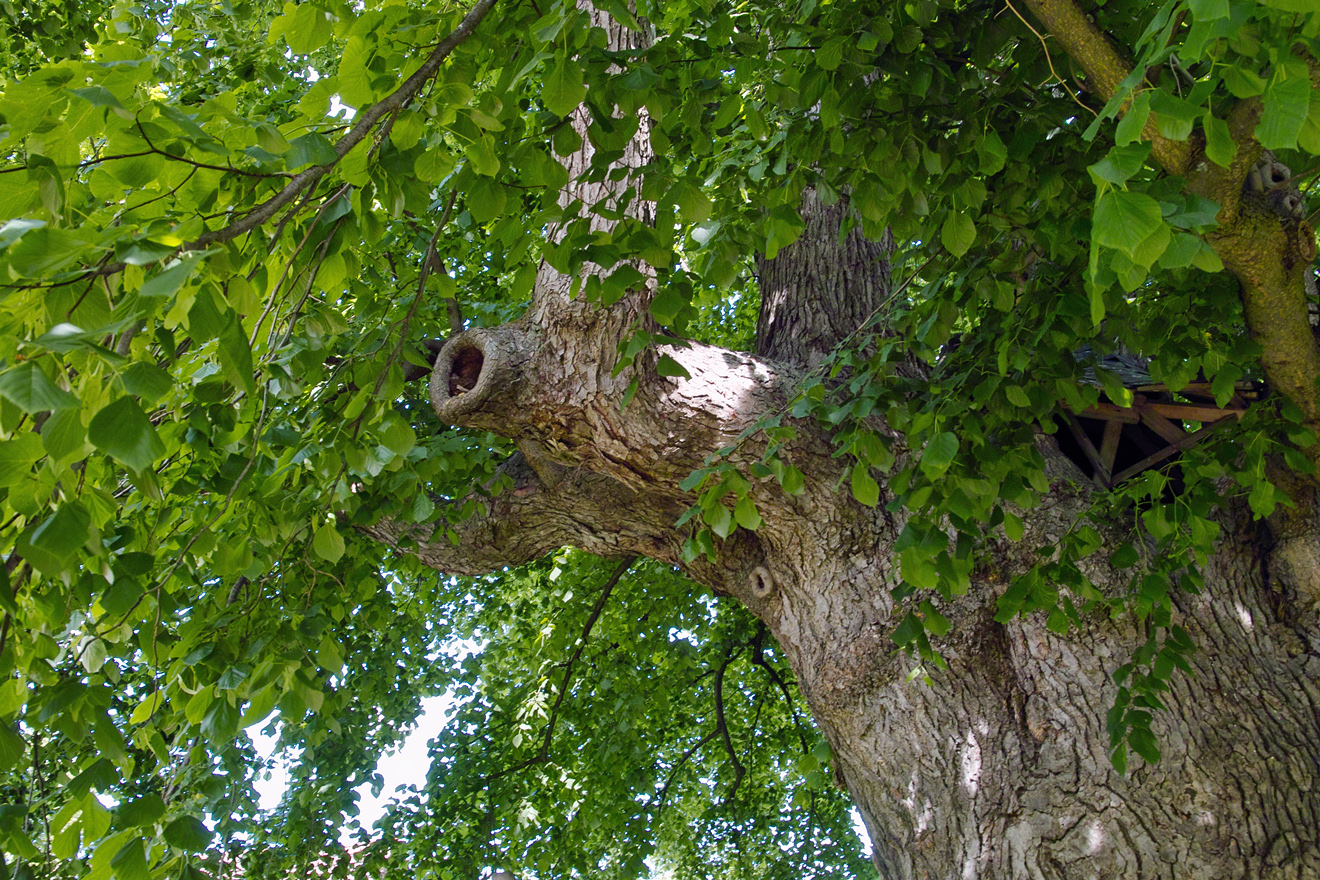
pohled do koruny

Podle bývalého majitele statku, pana Holuba, roste lípa na žulové skále. Také jí byl věnován prostor v televizním pořadu Paměť stromů, konkrétně v dílu č. 4, Stromy žijí s lidmi.

## Památné a významné stromy v okolí
- Stromy u Polednů (Drahnětice, 3 lípy malolisté, 6 km Z)
- Radihošťský javor (významný strom, 10 km Z)
- Lípa u kapličky (Jistebnice, 4 km SZ)
- Jistebnická lípa (4 km SZ)
- Orlovský dub (4 km S)
- Orlovské lípy (původně 5 lip, dnes torzo?, 4 km S)
- Křivošínský dub u Vavříků (zrušen 2001, zasažen bleskem r. 1984, rozpad 1997? 5 km S)
- Lípy a dub v Nehoníně (významné stromy, 6 km S)
- Stiborova lípa (Nové Libenice u Borotína, významný strom, 7 km S)
- Pikovské duby (2 stromy, 7 km, pěšky 4 km SV)
- Pikovnské kleny (2 stromy, 7 km, pěšky 4 km SV)